# Dubkí (Crimea)
|  | Per a altres significats, vegeu «Dubkí». |

Dubkí (en (ucraïnès): Дубки) és un poble de la República Autònoma de Crimea a Ucraïna, que el 2014 tenia 2.256 habitants. Pertany al districte de Simferòpol.